# Astra BM 22
Le BM 22 est un tombereau rigide à deux essieux du constructeur italien Astra SpA. Il a été conçu pour répondre aux exigences liées à la réalisation de travaux de génie civil en Italie.
Très sollicité par les entreprises du bâtiment mais surtout des travaux publics pour disposer d'un engin destiné aux travaux de percement des tunnels pas assez longs pour justifier la mise en place d'un train pour évacuer les déblais à l'extérieur, Astra présente, en 1956, le petit dumper BM 1, « BM » pour les initiales du patron, « 1 » pour premier de la série, suivi en 1960 par le BM 2, et en 1971 le BM 22.

## Description
Le dumper Astra BM 22 est le premier vrai dumper — camion spécifique de chantier — construit par le constructeur italien Astra SpA, à partir de 1971. Il succède aux premiers véhicules, les petits BM 1 et BM 2 qui ont fait connaître la marque. 
Le BM 22 est conçu sur la base de la série BM 19-20-21 avec un châssis renforcé et sa cabine mais conserve un moteur General Motors 2 temps développant 265 chevaux. Désormais, depuis 1970, tous les modèles Astra sont équipés de motorisations Fiat plus fiables et surtout beaucoup moins gourmandes en carburant. Comme toutes les productions Astra, il est construit dans l'usine de Piacenza au sud de la Lombardie, en Italie.
Il se positionne dans la classe des petits dumpers de 35 tonnes et occupe un secteur où quasiment aucun des constructeurs traditionnels Caterpillar et Perlini, les plus courants dans la profession, n'ont développé de modèles de ce gabarit. Il faut aussi considérer qu'en Italie, à l'époque, les constructeurs italiens de poids lourds Fiat et OM, les seuls présents sur le marché, proposaient des camions de chantier Fiat 697 et OM Titano en version 6x4 ou 6x6 et parfois 8x4 mais dont le PTC était limité à 26,5 t sur route pour les 6x4 et 32 t pour les 8x4.
La benne, d’une contenance de 13 m3 en dôme, dispose d’un fond en acier anti-abrasion de 10 mm d’épaisseur. 
Le modèle a très vite conquis la clientèle toujours très exigeante dans ce secteur d'activité. Le modèle a surtout été commercialisé en Italie auprès d'entreprises de TP qui les ont cédé à des entreprises locales lors de travaux réalisés à l'étranger, ce qui a bénéficié à la diffusion de la marque, inconnue jusqu'alors.
| Astra BM 22              | Astra BM 22                       |
| Châssis                  | Châssis                           |
| ------------------------ | --------------------------------- |
| Carrosserie              | Tombereau rigide                  |
| Coffre                   | Benne enrochements                |
| Masse totale à vide      | 13,8 t                            |
| Pneus                    | 14.00 R25                         |
| Jantes                   |                                   |
| Dimensions               |                                   |
| L × l                    | 6,92 × 2,88 m                     |
| Garde au sol             | 30 cm                             |
| Moteur                   |                                   |
| Type                     | 6 cyl. en ligne 2 temps GM 6094/N |
| Cylindrée                | 6 981 cm3 (108 × 127 mm)          |
| Puissance                | 195 kW (265 ch) SAE               |
| Régime                   | 2 300 tr/min                      |
| Performances             |                                   |
| Charge utile             | 22 t                              |
| Capacité de la benne     | 13 m3                             |
| Masse maximum en service | 35,75 t                           |
| Vitesse maximum          | 45 km/h                           |